# 2023年日本

## 政府

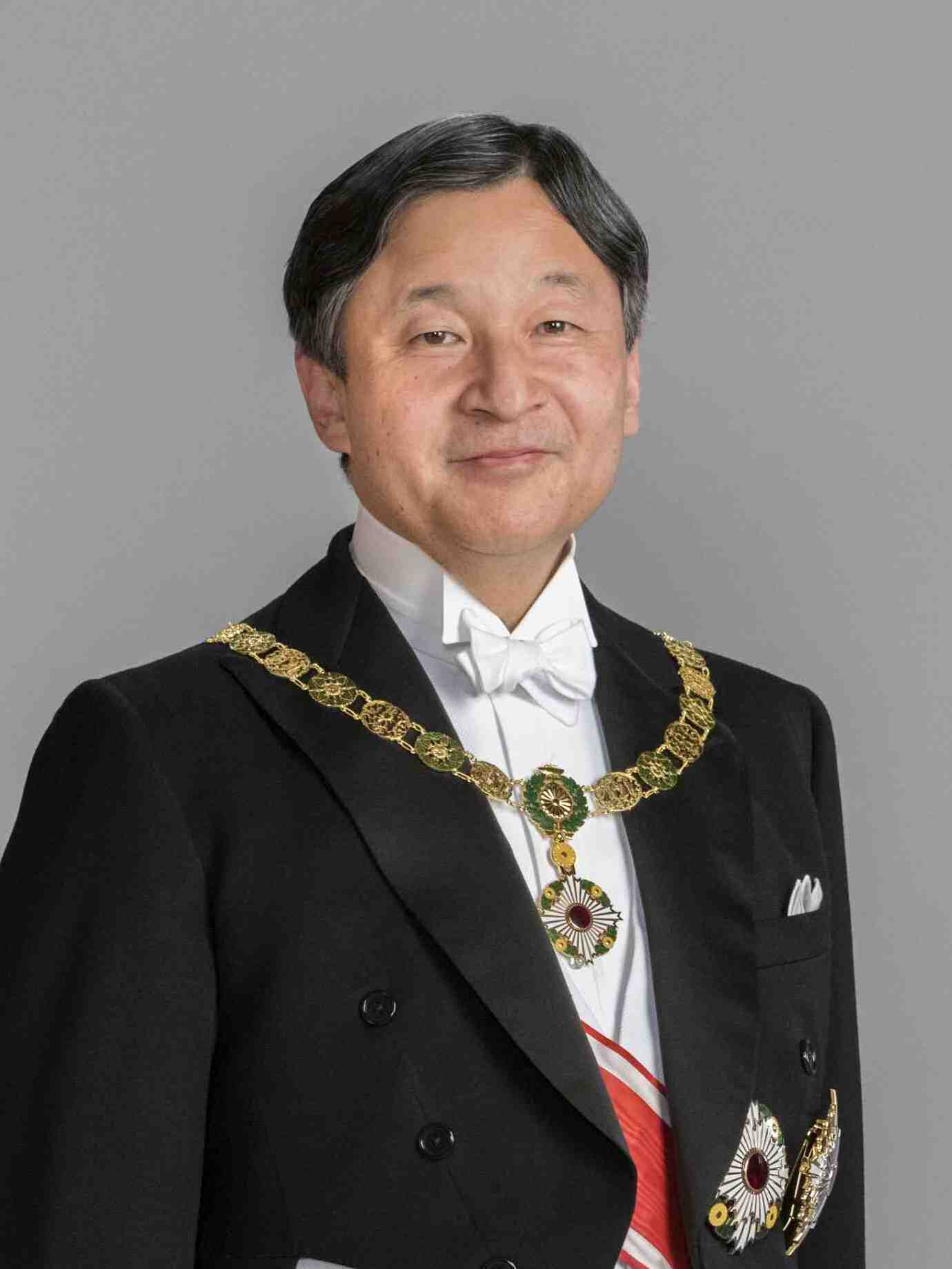
天皇：德仁
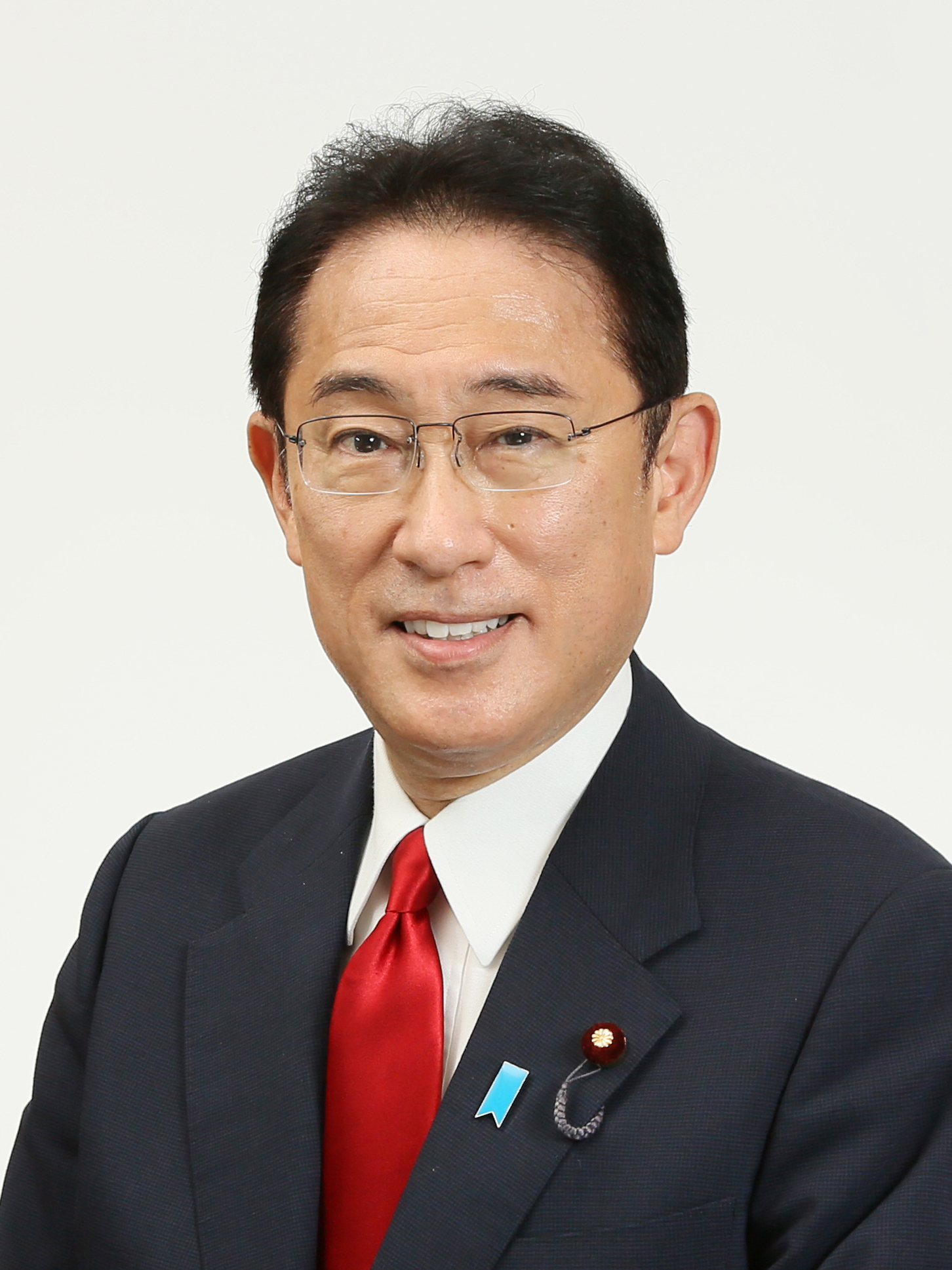
內閣總理大臣：岸田文雄
副總理：懸空（岸田內閣不設副總理）
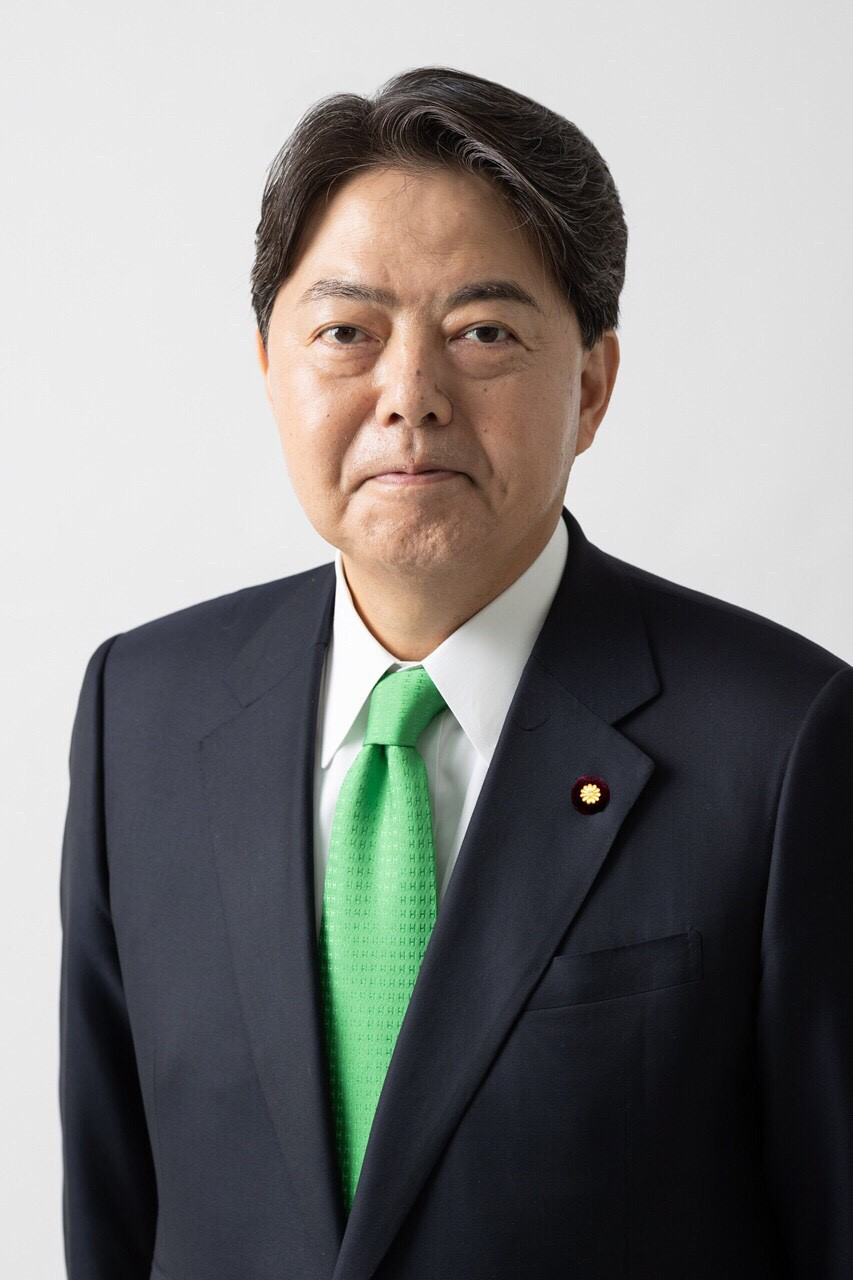
内阁官房长官：林芳正（12月14日起）
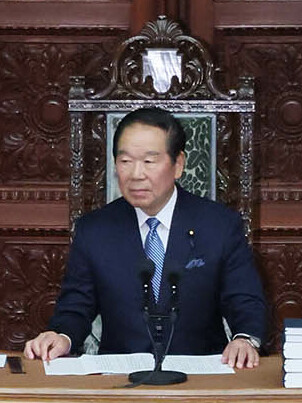
眾議院議長：額賀福志郎（10月20日起）
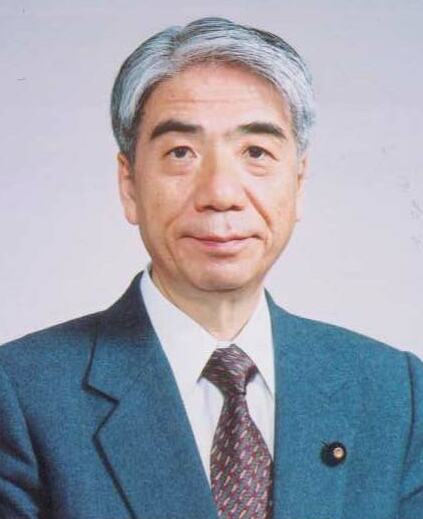
參議院議長：尾辻秀久

### 成员变动

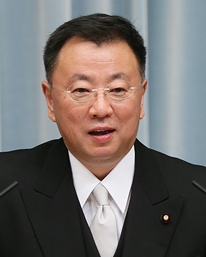
内阁官房长官：松野博一（至12月14日）
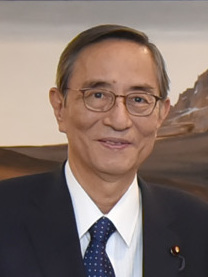
眾議院議長：细田博之（至10月20日）

## 大事时序

### 1月
- 1月19日，東京工業大學宣佈於在2024年和東京醫科齒科大學合併為東京科學大學[1]。
- 1月24日，香港籍貨輪金田號（JIN TIAN）航行至日本長崎縣五島市男女群島以西110公里海域時，因載運木材途中翻覆後沉沒，船上22人中有2人死亡、14人獲救、8人失蹤，已尋獲14名船員中，7人心肺停止，其中9人被救起時已無意識。事後日本、韓國海巡人員投入搜救[2][3]。
- 1月29日，日本推特熱傳一條短片，顯示一名來自岐阜縣的高中二年級男生在壽司郎用餐時趁職員不為意，先拿起醬油瓶舔瓶口，再從茶杯放置處拿起一個茶杯，舔完茶杯杯緣後放回原位，最後又把唾液抹於轉盤上的壽司。影片曝光後令顧客擔憂食物安全與衛生問題，拒絕到壽司郎用餐，導致其母公司「FOOD & LIFE Companies」股價大跌，市值減少了160億日圓[4][5][6]。

### 2月
- 2月22日，位於廣島縣尾道市的健康食品製造商「萬田發酵」（万田発酵）為了宣傳故鄉與自家公司，於2022年8月下旬在一盆巨大盆栽裡種植櫻島蘿蔔（英语：Sakurajima radish）和青首蘿蔔栽培的新品種蘿蔔。經過176天培育，該間公司於此日邀請金氏紀錄官方人員見證，讓3名男子合力拔出蘿蔔；該顆巨大的蘿蔔以45.865公斤創下金氏世界紀錄，除了榮獲「世界上最重蘿蔔」的認證，更打破2003年由鹿兒島縣創下的31.1公斤紀錄。據報導，蘿蔔並不會吃掉，該間公司會製作成永久保存的模型，蘿蔔的模型複製品也會作為自家公司的公關宣傳品[7]。
- 2月25日，北海道東部海域於晚間10時27分發生規模6.1級地震，震源深度60公里，震央位於釧路市61公里處的海域[8][9]。根室市和標津町測到震度5弱，釧路市、大樹町、厚岸町、濱中町、標茶町、弟子屈町、鶴居村、白糠町、別海町、中標津町、羅臼町測到震度4級。網走市、北見市一帶及青森縣部分地區，能感受到震度3級至4級的搖晃。北海道、東北、關東等廣泛地區測到震度3級至1級不等的搖晃。日本政府於晚間10時30分許在首相官邸危機管理中心成立資訊聯絡室，確認是否有災情。該起地震沒有引發海嘯的危機，也沒有傳出災情[10]。

### 3月
- 3月18日，新潟縣佐渡市兩津區羽吉海岸於上午發生大量的淡紅色烏賊集體擱淺在沙灘上。由於烏賊正值春天產卵期，因此大量原先生活在深海的螢火魷，產完卵後就隨著海波湧上沙灘。據報導，這種奇特的現象被稱為“螢烏賊投身”，是一種會在黑夜中發出藍色光芒的螢火魷為了產卵而浮出海面，隨後被沖上岸所導致的情況[11][12]。

### 4月
- 4月15日，首相岸田文雄於當地時間上午11時30分許前往和歌山縣和歌山市雜賀崎漁港輔選，正準備發表演說時遭一名男子丟擲銀色圓柱狀爆裂物，岸田文雄在隨扈人員護送下搭車離開，而該名男子當場遭到警方制伏。嫌犯為24歲的木村隆二，居住於兵庫縣川西市。由於嫌犯被捕至今仍保持沉默，其身分尚待釐清。警方已在現場扣押2枚圓筒狀爆裂物，其中1枚在現場爆炸，另1枚在警方制伏嫌犯時查獲[13][14]。

### 5月
- 5月24日，
  - 长野县中野市发生枪击事件（日语：長野猟銃立てこもり事件），造成4人死亡。當時一名蒙面男子持猎枪和刀[15]。
  - 福岡縣柳川市好萊塢世界美容學院（ハリウッドワールド美容専門学校）舉辦烤肉大會發生燒傷事件，造成1人死亡、3人受傷。活動期間，1名老師發現有組學生的炭火減弱，竟拿手部消毒酒精倒在炭火上想要助長火勢，火苗一瞬間竄起，燒傷一旁4名18至20歲男學生，其中1名18歲男學生因傷勢過重於6月6日宣告不治[16]。

### 6月
- 6月3日，日本受瑪娃颱風和梅雨鋒面夾擊，各地因豪雨發生災情，共造成3人死亡、31人受傷，死者中1人於該日因洪水受困車內死亡，1人於4日在靜岡縣濱松市北區稻佐町澀川因土石流致房屋倒塌而死亡，1名70多歲男子於2日在該縣袋井市因大雨致堤岸坍塌而於4日上午6時被發現遺體被沖上海灘；2名傷者在茨城縣龍崎市和牛久市均受輕傷，神奈川縣為12人、千葉縣2人、東京都1人、靜岡縣1人、山梨縣1人、茨城縣1人、愛知縣1人、三重縣1人、和歌山縣1人、沖繩縣8人[17][18]。
- 6月14日，岐阜縣岐阜市日野基本射撃場於上午9時08分發生槍擊事件（日语：日野基本射撃場発砲事件），造成2人死亡、1人受傷，受害者為1名50多歲男性、2名20多歲男性。一名18歲陸上自衛官候選生已被逮捕[19]。
- 6月18日，北海道一條高速公路發生重大車禍，造成5人死亡、17人受傷。一輛從札幌市開往函館市的高速巴士遭對向載豬隻的貨車正面撞擊[20]。